# Rustico (vescovo di Torino)
Rustico (626 – Torino, 15 settembre 691) è stato vescovo di Torino, storicamente documentato nel 680.

## Biografia
Di questo vescovo è noto, fin dal XVII secolo, il testo del suo epitaffio, che recita:
(C. Gazzera, Delle iscrizioni cristiane antiche del Piemonte..., p. 141.)
In base ai dati cronologici contenuti in questo epitaffio, Rustico sarebbe nato nel 626 e morto a 65 anni il 15 settembre 691.
Dal punto di vista storico e documentario, Rustico è documentato in una sola occasione, per la sua partecipazione al concilio romano convocato da papa Agatone il 27 marzo 680 per discutere dell'eresia monotelita. Tra i 125 vescovi che sottoscrissero la lettera sinodale del pontefice, figura, in 68º posizione, il vescovo Rustico, tra Teodoro di Vercelli e Giovanni di Ventimiglia.